# Мешканці Імбросу (Менандр)
«Мешканці Імбросу» — комедія давньогрецького драматурга Менандра, написана для Великих Діонісій 300 року до н. е., але поставлена на сцені пізніше. В одному з папірусів зазначено, що Менандр написав комедію «жителі Імбросу» під час архонтату Нікокла 302/301 роки до н. е. для представлення на Великих Діонісіях, проте не зміг виступити «через тирана Лахара». Християн Хабіхт вважав, що йшлося про свято 300 року до н. е., яке не відбулося через негаразди під час зміни влади.
Текст комедії втрачений, за винятком двох фрагментів (в цілому це вісім рядків). Збереглася частина переказу змісту п'єси, зробленого Селлієм. З неї випливає, що двоє братів-близнюків одружилися та оселилися на острові Імброс, де разом зайнялися землеробством та риболовлею. Імовірно сюжет заснований на плутанині, пов'язаної з подібністю героїв.
Римський драматург Цецилій Стацій створив латинську версію комедії під тією ж назвою, від якої збереглося лише кілька фрагментів.